# Seeoner Bach
Der Seeoner Bach ist ein Fluss in Oberbayern. Er entspringt bei Kirchseeon im 
Landkreis Ebersberg und mündet in Grafing bei München in den Wieshamer Bach, dem linken Quellast der Attel.

## Verlauf
Der Seeoner Bach entsteht im Stadtgebiet von Kirchseeon. Er durchfließt das Landschaftsschutzgebiet Kirchseeoner Moos (LSG-00529.01) in östlicher Richtung, wendet sich nach Südosten und dann wieder nach Osten und streift den nördlichen Siedlungsrand von Nettelkofen. Im Grafinger Norden bei der Heilmannssiedlung mündet er in den Wieshamer Bach, der kurz danach mit dem Urtelbach, dem rechten Quellast, von nun an die Attel bildet.